# Майстер чиф-петті офіцер ВМС США

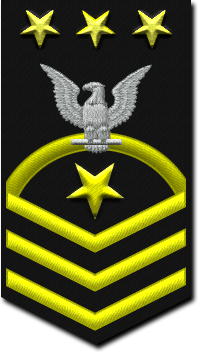
Нашивка майстер чиф-петті офіцера ВМС США

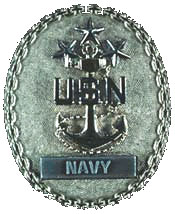
Знак майстер чиф-петті офіцера ВМС

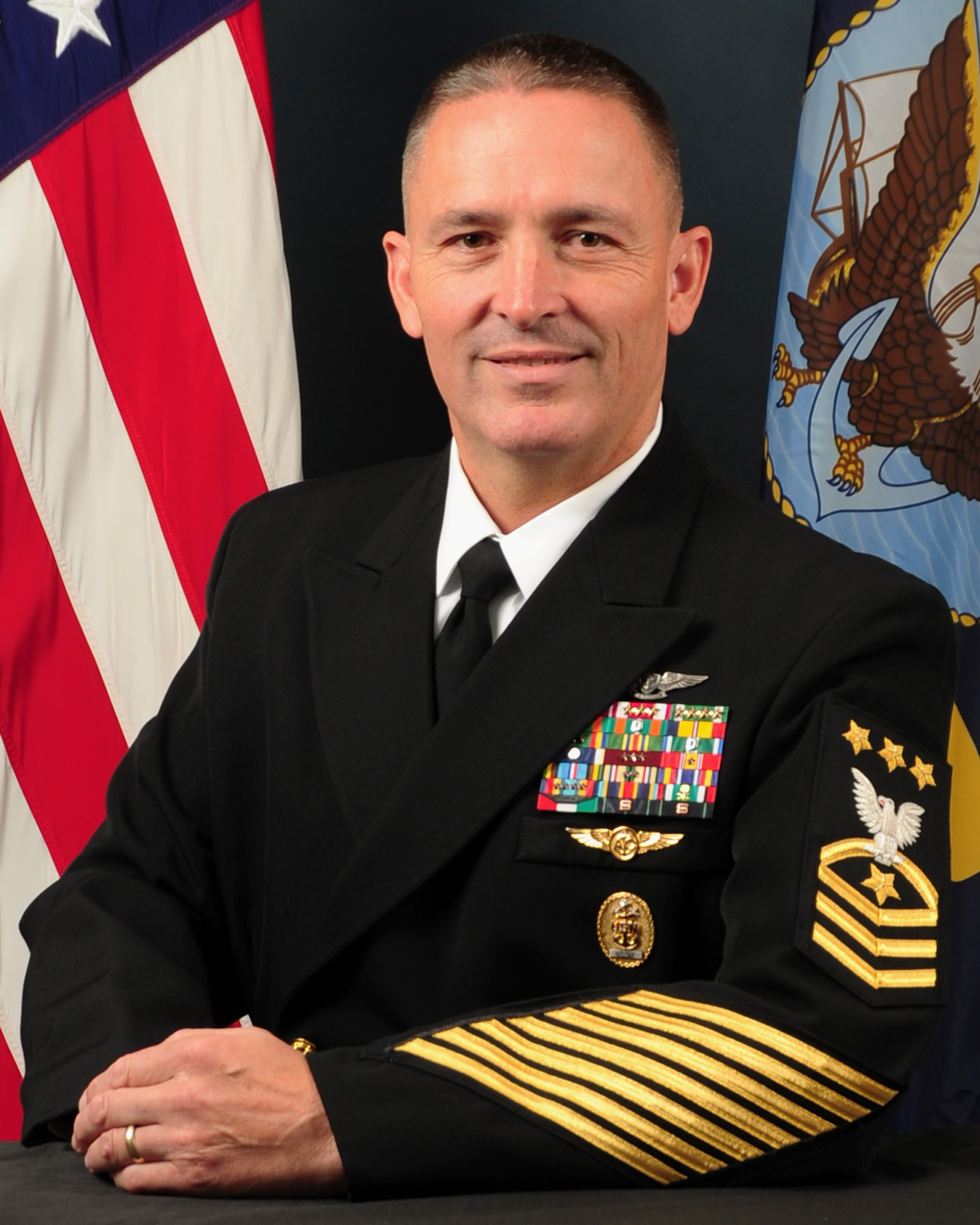
Діючий майстер чиф-петті офіцер Військово-морських сил США Майкл Стівенс

Ма́йстер чиф-пе́тті о́фіцер ВМС США (англ. Master Chief Petty Officer of the Navy) (MCPON) — найвище військове звання серед матросів та петті-офіцерів зі складу військово-морських сил США в Збройних силах країни.
У Військово-морських силах США це звання відноситься до дев'ятого ступеня військової ієрархії (E-9) поруч з військовими званнями майстер чиф-петті офіцера флоту та головного чиф-петті офіцера. Це звання має у військово-морських силах лише один представник матросів та петті-офіцерів, який є найвищим представником військовослужбовців ВМС, крім офіцерського та адміральського складу.
У Збройних силах США це звання дорівнює званням в інших видах Збройних сил:
- сержант-майор армії США — в армії США,
- сержант-майор ВПС США — у ВПС країни,
- сержант-майор Корпусу морської піхоти США — в Корпусі морської піхоти США,
- майстер чиф-петті офіцер Берегової охорони США — в Береговій Охороні.